# Leptospermum grandifolium
Leptospermum grandifolium là một loài thực vật có hoa trong Họ Đào kim nương. Loài này được Sm. mô tả khoa học đầu tiên năm 1802.

## Hình ảnh

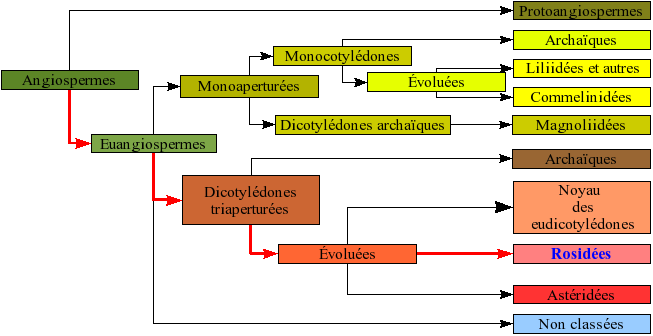